# Saint-Laurent-des-Combes, Charente
Saint-Laurent-des-Combes är en kommun i departementet Charente i regionen Nouvelle-Aquitaine i västra Frankrike. Kommunen ligger  i kantonen Brossac som ligger i arrondissementet Cognac. År 2022 hade Saint-Laurent-des-Combes 94 invånare.

## Befolkningsutveckling
Antalet invånare i kommunen Saint-Laurent-des-Combes
Referens:INSEE